# パナマックス

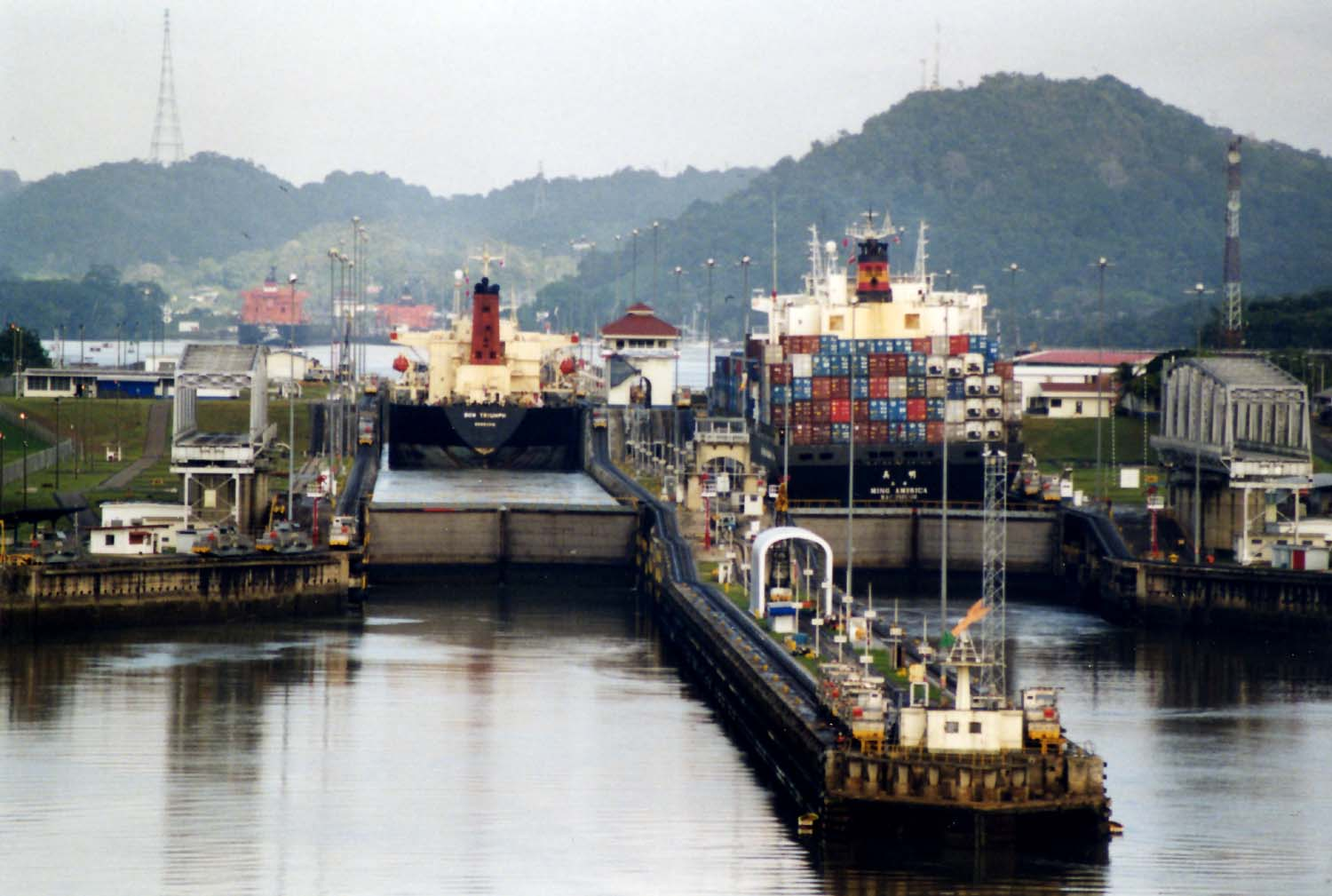
パナマ運河のミラフローレス閘門。2隻の船が壁ぎりぎりに収まっている。

パナマックス（英: Panamax）とは、パナマ運河を通過できる船の最大の大きさを指す言葉である。閘門の寸法、水深により制限されている。これは、貨物船を設計するときの重要な要素であり、多くの船が制限値ぎりぎりの設計で作られているとともに、世界の大洋をパナマ運河以外の制約を受けずに航行できる最大サイズであり、船舶設計におけるデファクトスタンダードの一つとなっている。
同じような言葉として、スエズ運河、マラッカ海峡、セントローレンス海路を通航可能な最大の大きさとしてそれぞれスエズマックス、マラッカマックス、シーウェイマックスという言葉がある。

## 外法

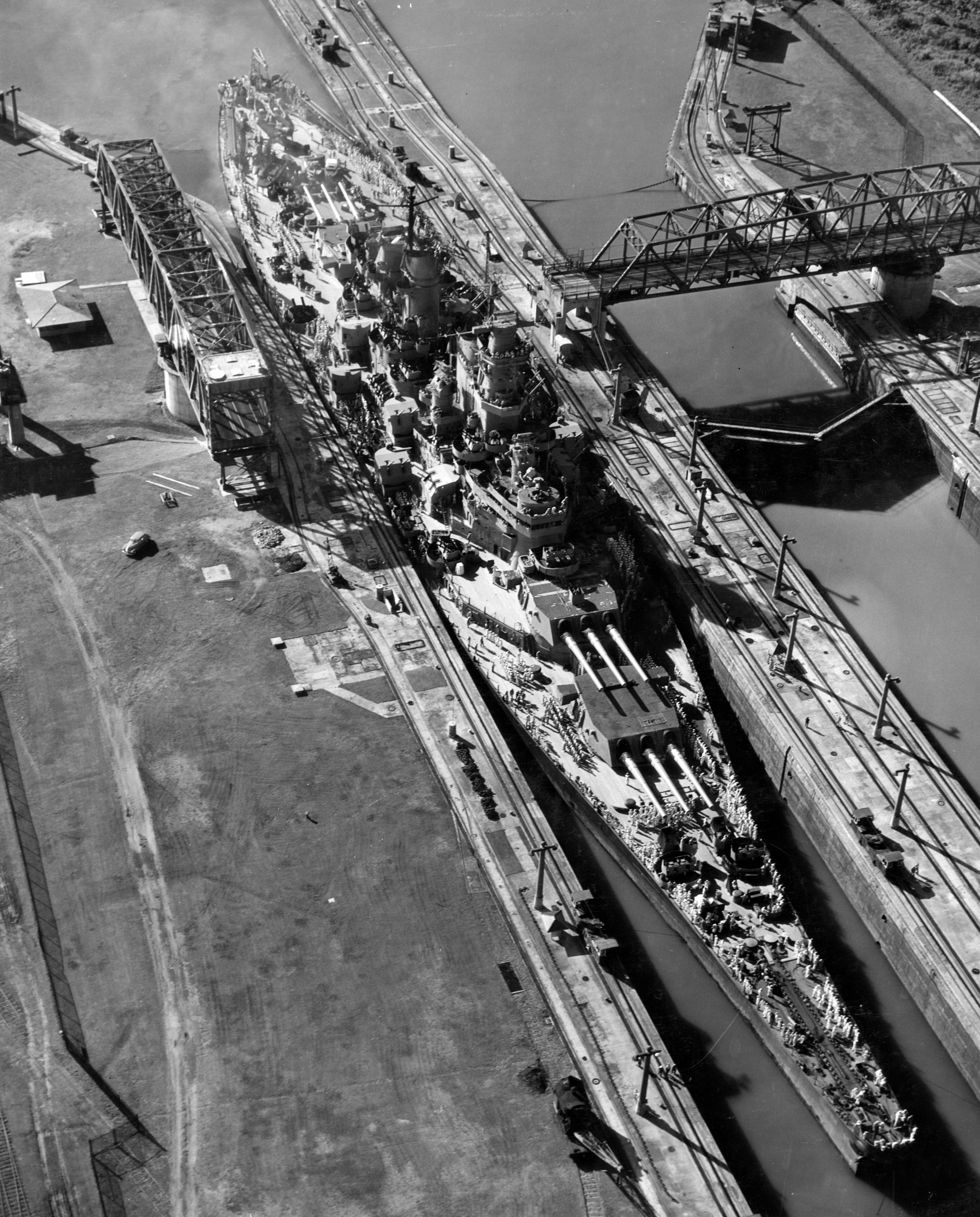
アイオワ級戦艦の1つであるミズーリが1945年にパナマ運河のミラ・フローレス閘門を通過する様子。幅ぎりぎりであることが窺える。

パナマックスは、パナマ運河の閘門の閘室の大きさに制限されている。各閘室は幅 33.53 メートル、長さ 320.0 メートル、深さ 25.9 メートルに作られており、実際に利用できる最大長は 304.8 メートルとなる。実際に利用できる水深に関しては閘室毎に違うが、一番浅いのはペドロ・ミゲル閘門の南側で、ミラフローレス湖が 16.61 メートルの時に 12.55 メートルである。また、船舶の高さについては、アメリカ橋によって制限されている。
実際に通過が許可されている船舶の大きさの制限値は以下の通りである。
- 全長：294.1m
- 全幅：32.3m
- 喫水：12m（熱帯淡水において）
- 最大高：57.91m

排水量6万5,000トンが典型的な大きさである。

### 例外
アメリカ橋では、事前承認を得れば、干潮時に限り、最大高62.5mまでの船舶が通航可能である。
例外的に、全幅32.61mまでは喫水の条件が合えば通航が許可される場合がある。また閘門の壁よりも上にでる部分が、前後左右にはみだすものは、事前検査を受け承認されれば通航可能な場合がある。アイオワ級戦艦は全幅32.971 mだが形状によりギリギリ通行可能である。
異常乾期には、ガトゥン湖の水位が下がるため、喫水の制限が下げられることがある。
通過船舶中、史上最長のものはバラ積み兼用船の San Juan Prospector 号（現 Marcona Prospector 号）で、長さ 296.57 メートル、幅 32.3 メートルであった。史上最大幅のものは、いずれもノースカロライナ級戦艦であるノースカロライナとワシントンである。いずれも幅 33.025 メートルであった。

## 海運に及ぼす影響

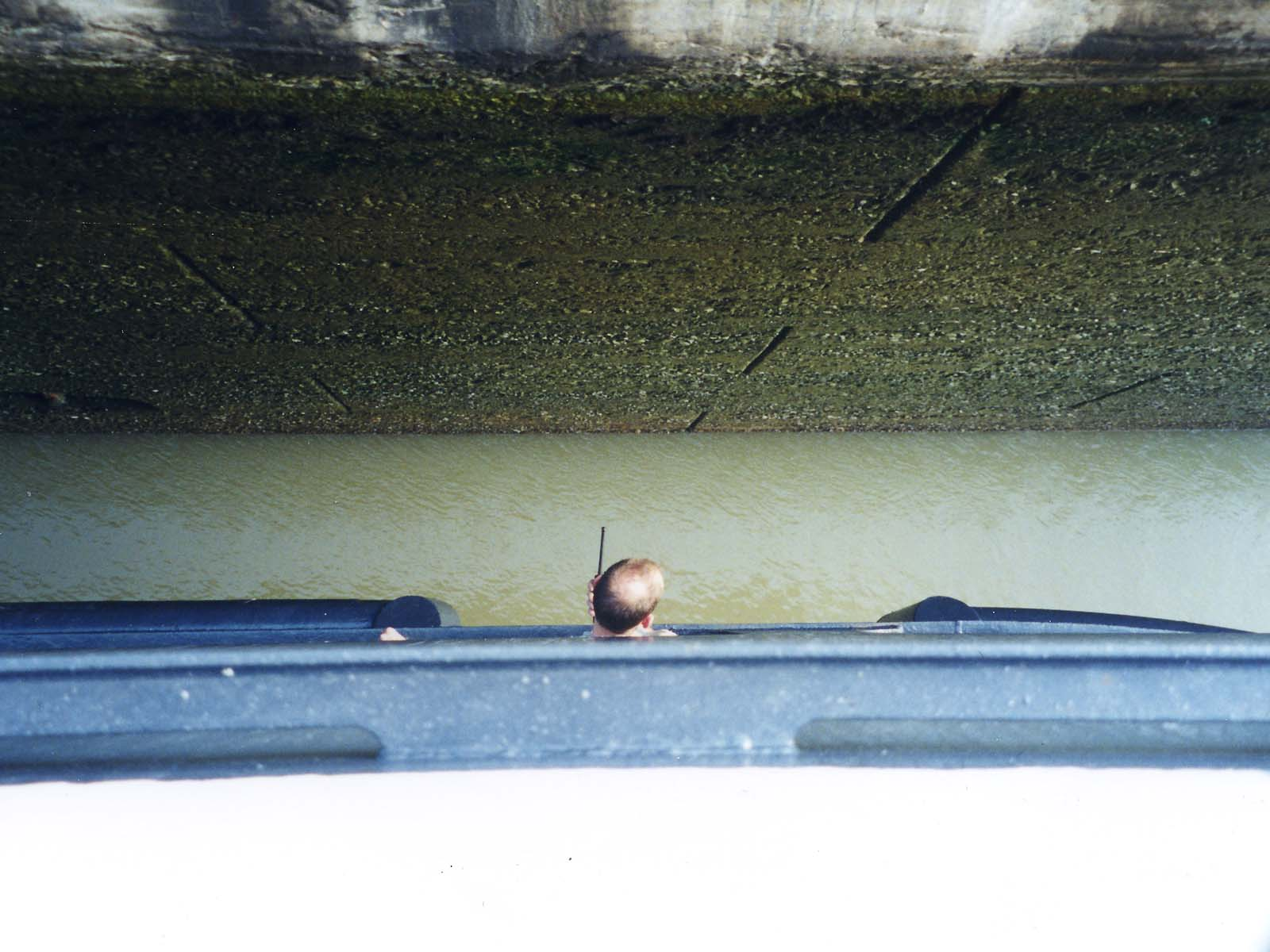
客船ラインダム号が閘門を通過する際に、壁とのゆとりを確認するオフィサー

一回の航海でなるべく多くの貨物を運べるように、パナマックスの最大値ぎりぎりで建造される船の数は増えており、船の設計においてパナマックスは重要な要素である。
バルクで扱われる商品（石炭や穀物など）の多くは、主にパナマックス（あるいは準パナマックス）サイズの船舶で運搬されている。
運河にとっては、制限値ぎりぎりに設計された船舶数の増大は問題となっている。パナマックスサイズの船舶は、閘門をぎりぎりで通過するために、船舶の操作にも細心の注意が必要であり、通過できるのは日中に限られるほか、閘門の閉鎖時間も長くなる傾向がある。また、最大級の船舶はゲイラード・カットで安全にすれ違うことができないため、これらの船舶に対しては、片道交互航行をとらせる。

## 超パナマックス船

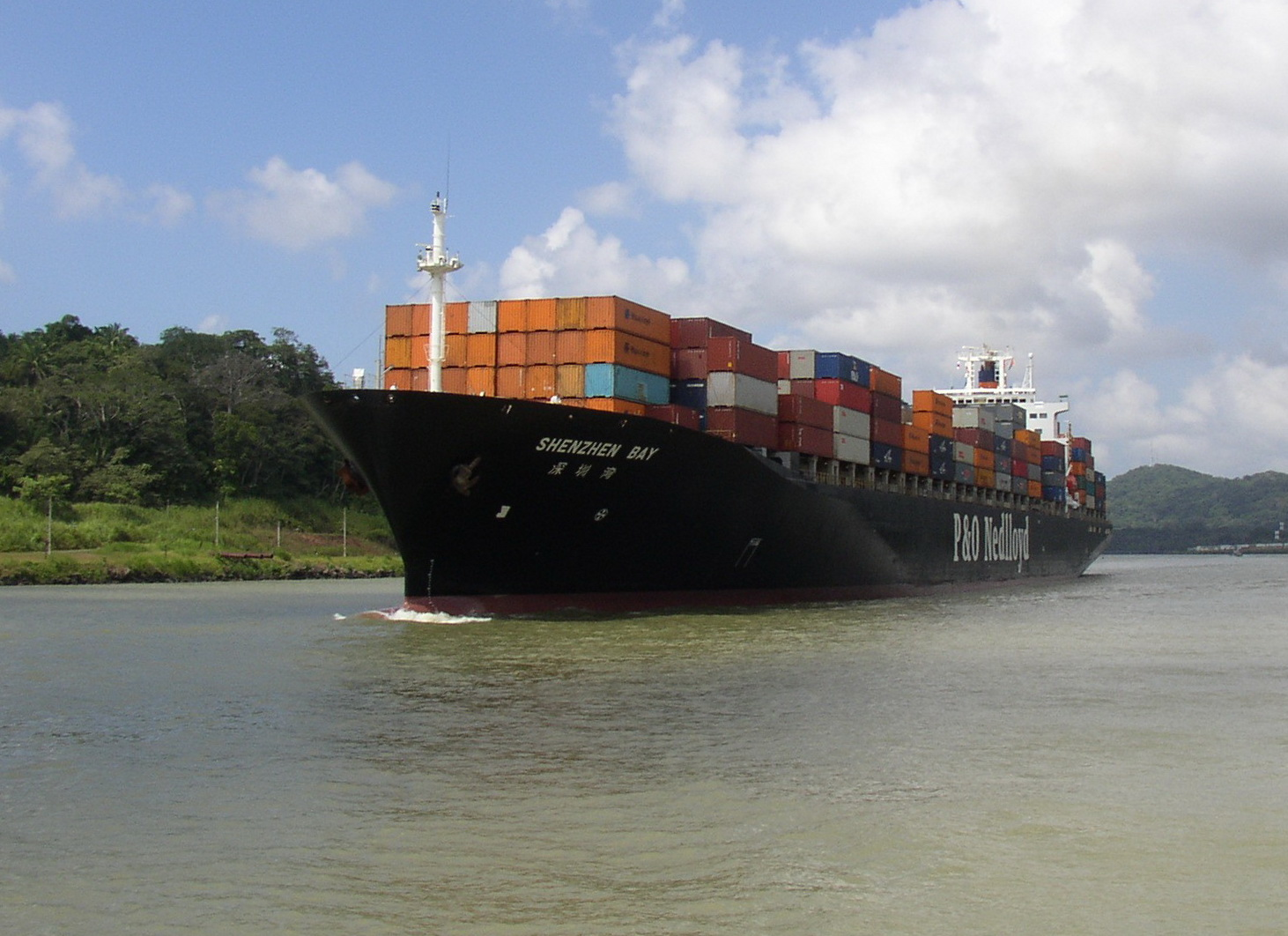
パナマ運河を通過中のパナマックス貨物船。喫水の制限内に収めるために、一部のコンテナは積み下ろし、パナマ地峡を走るパナマ鉄道で運ばれている。

超パナマックス船（ポスト・パナマックス船）とは、パナマ運河を通過できない、パナマックスよりも大きな船舶を指す用語である。岬を回ることから、ケープサイズとも呼ばれる。
超大型タンカーや、最大級のコンテナ船など、現代の船の多くはパナマ運河の制限よりも大きく、運河を利用できない。東アジアと北アメリカを結ぶ定期コンテナ船のうちの多くが、北米西海岸の港湾にしか入港せず、パナマ運河を通らねばならない東海岸へは向かわない。西海岸で下ろされたコンテナは、大陸横断鉄道の貨物列車で中西部や東部へ大量輸送されている。
アメリカ海軍の超大型空母も超パナマックス級である。ニミッツ級航空母艦は長さ 333 メートル、幅 41 メートル であり、発着甲板幅が 76.8 メートルである。日本の大和型戦艦も、アメリカ軍が対抗しうる大きさの戦艦を建造した場合、パナマ運河を通航できないデメリットが大きいことを計算に入れて建造された。

## 新外法

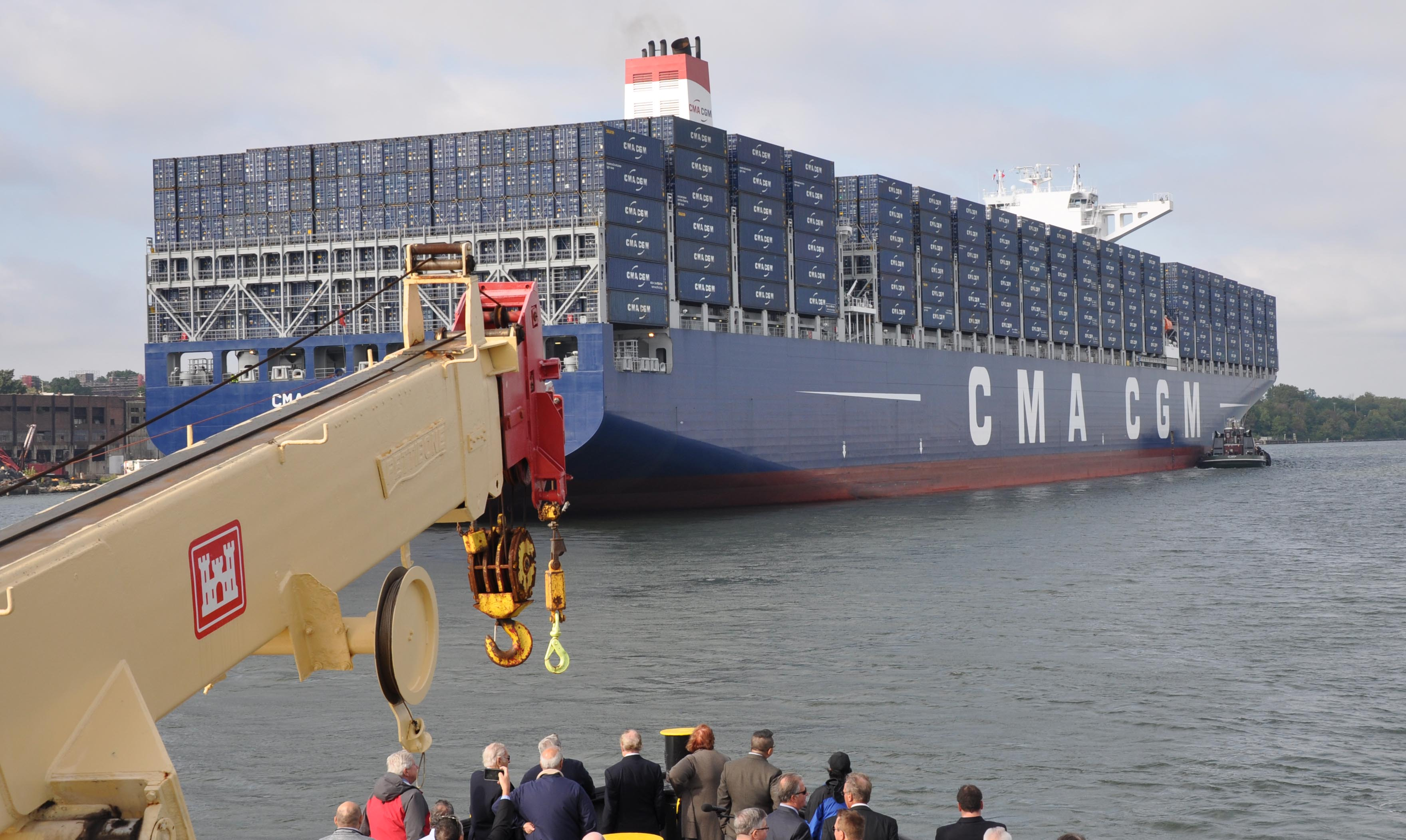
新パナマックス対応のコンテナ船、セオドア・ルーズベルト

パナマ運河の拡張は、すでに1930年代から提案されていた。
2006年10月22日パナマの国民投票により拡張が認められ、2014年に拡張工事が完了する予定であったが、ストライキやコスト超過に関するトラブルなどで何度か延期され、2016年6月26日に開通した。同6月27日、商用船で初めて通過したLPG船「Lycaste Peace」（リカステピース）は日本郵船所属である。商用コンテナ船では「MOL Benefactor」（ベネファクター、商船三井）が同7月1日に初めて通峡した。
この拡張後には、パナマ運河を通航できる船舶の最大値は、約 5,000 TEU から 1万2,000 TEU となった。
新パナマックスの規格は以下の通り。
- 全長：366m（+72m）
- 全幅：49m（+17m）
- 喫水：15.2m（+3m）
- 最大高：57.91m（旧パナマックスと変わらず）

新パナマックスにおいても最大高が変わらない事が最大の制約となっており、新造船設計上のデファクトスタンダードとなっている。その反面、パナマ運河を通る船の量は拡張から1年で1,500隻増え、その過半数（795隻）を数えた。

## 関連文献
以下、※印は国立国会図書館デジタルコレクションより、インターネット公開文献。
- 中村靖「大型化するコンテナ運搬船についての展望と技術的考察」『日本海事協會會誌』、日本海事協会、2001年、第256号、p.135-139。※
- 小川剛孝、南真紀子、谷澤克治、松波亮樹、熊野厚、三宅竜二、荒井誠「ポストパナマックスコンテナ船のバウフレアスラミングによる衝撃圧の確率密度関数推定法について(所外発表論文等概要)」『海上技術安全研究所報告』、海上技術安全研究所、2004年2月27日、第3巻第6号、p.759。※
- 荒井誠、若本進児、小川剛孝、熊野厚「ポストパナマックスコンテナ船の船首フレアスラミングに関する数値計算と模型実験による研究(所外発表論文等概要)」『海上技術安全研究所報告』、海上技術安全研究所、2006年3月10日、第5巻第6号、p.575。※
- 田口晴邦、石田茂資、沢田博史、南真紀子「向波中におけるポストパナマックスコンテナ船のパラメトリック横揺れに関する模型実験(所外発表論文等概要)」『海上技術安全研究所報告』、海上技術安全研究所、2006年12月22日、第6巻第3号、p.395。※
- 『船舶技術・建造の動向調査」調査報告書』、日本造船技術センター、2008年3月、NCID BB24133542。
- 「自動車船分野も大型化の波 既存船がアジア域内にカスケーディング ポストパナマックス革命は一夜にして成らず (貿易物流特集)」『荷主と輸送』、ISSN 0389-6943、オーシャンコマース、2014年10月。第1巻第7号、p.5-7。NAID 40020254264。
- 牧泰行「新造船紹介 89,000DWT型ポストパナマックスバルカー 第1番船"MEDI TOKYO"」『Kanrin : bulletin of the Japan Society of Naval Architects and Ocean Engineers = 咸臨 : 日本船舶海洋工学会誌』、ISSN 1880-3725、日本船舶海洋工学会、2018年3月、第77巻、折り込2p、p.53-55、NAID 40021546212。